# Юодка, Бенедиктас
Бенеди́ктас Юо́дка (лит. Benediktas Juodka; род. 13 января 1943, Утена) — литовский биохимик, профессор Вильнюсского университета, ректор Вильнюсского университета в 2001—2012 годах.

## Биография
Окончил химический факультет Московского университета (1965). После аспирантуры там же защитил диссертацию на соискание учёной степени кандидата химических наук (1968). В Литве степень признана соответствующей степени доктора наук. В Московском университете защитил также докторскую диссертацию (1981).
Работал ассистентом кафедры биохимии, биофизики и генетики Вильнюсского университета (1968—1969), затем старшим преподавателем (1969—1971), заведующим кафедры (1971—2002). Профессор (1982), член-корреспондент Академии наук Литвы (1987), с 1990 года — действительный член АНЛ. В 1992—2003 годах президент Академии наук Литвы.
В 1991—2001 годах проректор по науке Вильнюсского университета, с 2001 года временно исполнял обязанности ректора ВУ. В 2002 году был избран ректором Вильнюсского университета. По истечении пятилетнего срока на заседании Сената 13 сентября 2007 года был вновь избран ректором (собрав 53 голоса из 67) на ближайшие пять лет и считался 84-м ректором Вильнюсского университета.. По истечении второго срока академик Бенедиктас Юодка в октябре 2012 году сложил полномочия ректора.
В ходе парламентских выборов 14 октября 2012 года избран (по списку Социал-демократической партии Литвы) членом Сейма Литовской Республики. В Сейме стал членом комитетов по европейским делам и иностранным делам; с 22 ноября 2012 года председатель Комитета по иностранным делам.

## Награды и звания
Академик Академии наук Литвы (1990), заграничный член Академии наук Латвии (1994), член Европейской академии наук и искусств (Зальцбург; 1994), заграничный член Академии наук Италии 2002. В октябре 2010 года Учёный совет МГУ удостоил Бенедиктаса Юодку звания почётного профессора МГУ за большой вклад в области химии и плодотворное сотрудничество.
Награждён орденами Бельгии (Орден Короны), Латвии (Офицерский крест ордена Трёх звёзд), Литвы (Офицерский крест ордена Великого князя Литовского Гядиминаса), Польши, Франции, Эстонии, а также медалью Сигизмунда Августа. и медалью Балтийской ассамблеи (2011).